# Clarke Hinkle
William Clarke Hinkle (Toronto, Ohio, 10 de abril de 1909 – Steubenville, Ohio, 9 de noviembre de 1988), más conocido como Clarke Hinkle, fue un jugador profesional estadounidense de fútbol americano que se desempeñó en la posición de fullback y linebacker en la National Football League (NFL). Es miembro del Salón de la Fama del Fútbol Americano Profesional.

## Carrera
Hinkle jugó como profesional diez temporadas en Green Bay Packers (1932-1941), y fue el equipo en el que se retiró.

## Reconocimientos
El 6 de septiembre de 1964 fue seleccionado para ser miembro del Salón de la Fama del Fútbol Americano Profesional.